# Morti nel 1994/Dicembre
| Questa pagina contiene informazioni ricavate automaticamente dalle voci biografiche con l'ausilio del template Bio e di un bot. L'aggiornamento è periodico e automatico e ricostruisce completamente la pagina. Se manca una persona in questa lista, sei pregato di non aggiungerla, ma accertati piuttosto che la sua voce biografica contenga il template Bio e che i dati anagrafici siano correttamente compilati. Se il template Bio manca, inseriscilo tu stesso o, in alternativa, metti l'avviso {{tmp\|Bio}} che ne segnala la mancanza. Se i dati riportati sono sbagliati, correggi direttamente la voce biografica; le modifiche saranno visibili in questa lista entro pochi giorni. Per chiarimenti vedi il progetto biografie. La lista contiene solo le 124 persone che sono citate nell'enciclopedia e per le quali è stato implementato correttamente il template Bio. Pagina aggiornata al 18 lug 2025. |

- 1º dicembre - Samia Gamal, ballerina e attrice egiziana (n. 1924)
- 1º dicembre - Roberto Longhi, ingegnere aeronautico italiano (n. 1909)
- 1º dicembre - Helen McCloy, giornalista, scrittrice e critica d'arte statunitense (n. 1904)
- 2 dicembre - Julien Cornell, avvocato e pacifista statunitense (n. 1910)
- 2 dicembre - Rudolf Malter, filosofo tedesco (n. 1937)
- 2 dicembre - Vladimir Puškarëv, sollevatore sovietico (n. 1921)
- 2 dicembre - Gaetano Trombatore, critico letterario italiano (n. 1900)
- 4 dicembre - Geoffrey Rudolph Elton, storico britannico (n. 1921)
- 4 dicembre - Rudolf Hruska, ingegnere austriaco (n. 1915)
- 4 dicembre - Julio Ramón Ribeyro, scrittore peruviano (n. 1929)
- 4 dicembre - István Timár, canoista ungherese (n. 1940)
- 5 dicembre - Harry Horner, scenografo e regista austriaco (n. 1910)
- 5 dicembre - Günter Meisner, attore tedesco (n. 1926)
- 5 dicembre - E.W. Swackhamer, regista, attore e impresario teatrale statunitense (n. 1927)
- 6 dicembre - John Bosak, cestista statunitense (n. 1922)
- 6 dicembre - Gian Maria Volonté, attore italiano (n. 1933)
- 7 dicembre - Elga Andersen, modella e attrice tedesca (n. 1935)
- 7 dicembre - William Chalmers, hockeista su ghiaccio e allenatore di hockey su ghiaccio canadese (n. 1934)
- 7 dicembre - Pierre Cloarec, ciclista su strada francese (n. 1909)
- 7 dicembre - Wolfango Dalla Vecchia, compositore, organista e direttore d'orchestra italiano (n. 1923)
- 7 dicembre - Edward Rell Madigan, politico statunitense (n. 1936)
- 7 dicembre - Giuseppe Martinoli, vescovo cattolico svizzero (n. 1903)
- 8 dicembre - Antônio Carlos Jobim, musicista, compositore e cantante brasiliano (n. 1927)
- 8 dicembre - Enrique Líster, generale e politico spagnolo (n. 1907)
- 9 dicembre - Max Bill, architetto, pittore e scultore svizzero (n. 1908)
- 9 dicembre - Heinz Graffunder, architetto tedesco (n. 1926)
- 9 dicembre - Aristide Marchetti, partigiano, politico e antifascista italiano (n. 1920)
- 9 dicembre - Alex Wilson, velocista e mezzofondista canadese (n. 1907)
- 10 dicembre - Henry Bernard, architetto e urbanista francese (n. 1912)
- 10 dicembre - Jiří Marek, scrittore, docente e giornalista ceco (n. 1914)
- 10 dicembre - Salvatore Rindone, politico italiano (n. 1924)
- 10 dicembre - Adalbert Steiner, calciatore rumeno (n. 1907)
- 11 dicembre - Nino Erné, scrittore e traduttore tedesco (n. 1921)
- 11 dicembre - Mario Lizzero, politico, partigiano e antifascista italiano (n. 1913)
- 11 dicembre - Stanisław Maczek, generale polacco (n. 1892)
- 11 dicembre - Carl Marzani, giornalista e politico statunitense (n. 1912)
- 11 dicembre - Julij Jakovlevič Rajzman, regista sovietico (n. 1903)
- 11 dicembre - Nicola Trotta, politico e medico italiano (n. 1930)
- 12 dicembre - Charles Kouyos, lottatore francese (n. 1928)
- 12 dicembre - Nicolaas Kuiper, matematico olandese (n. 1920)
- 12 dicembre - Fabio Masala, educatore, critico cinematografico e giornalista italiano (n. 1940)
- 12 dicembre - Stuart Roosa, astronauta statunitense (n. 1933)
- 12 dicembre - Karl Stoiber, calciatore austriaco (n. 1907)
- 13 dicembre - Glenn M. Anderson, politico statunitense (n. 1913)
- 13 dicembre - Hu Lanqi, scrittrice e militare cinese (n. 1901)
- 13 dicembre - Helena Humann, attrice statunitense (n. 1942)
- 13 dicembre - Antoine Pinay, politico francese (n. 1891)
- 13 dicembre - Ol'ga Nikolaevna Rubcova, scacchista sovietica (n. 1909)
- 14 dicembre - Orval Faubus, politico statunitense (n. 1910)
- 14 dicembre - Lucien Nortier, illustratore, disegnatore e sceneggiatore francese (n. 1922)
- 14 dicembre - Lilly Scholz, pattinatrice artistica su ghiaccio austriaca (n. 1903)
- 14 dicembre - Franco Venturi, storico italiano (n. 1914)
- 15 dicembre - Piero Gardoni, calciatore italiano (n. 1934)
- 15 dicembre - Tullio Innocenti, politico italiano (n. 1939)
- 15 dicembre - Arthur de la Mare, diplomatico inglese (n. 1914)
- 16 dicembre - David Dunlap, canottiere statunitense (n. 1910)
- 16 dicembre - Sandrino Piva, musicista italiano (n. 1939)
- 17 dicembre - Pierre Baruzy, francese (n. 1897)
- 17 dicembre - Aldo Garzia, vescovo cattolico italiano (n. 1926)
- 17 dicembre - Carl Wolfgang Graf von Ballestrem, nobile e dirigente d'azienda tedesco (n. 1903)
- 17 dicembre - Stefano Sertorelli, sciatore di pattuglia militare e sciatore alpino italiano (n. 1911)
- 17 dicembre - György Takács, calciatore ungherese (n. 1924)
- 18 dicembre - Roger Apéry, matematico francese (n. 1916)
- 18 dicembre - Henry Banks, pilota automobilistico statunitense (n. 1913)
- 18 dicembre - Stefano Bernini, allenatore di calcio e calciatore italiano (n. 1936)
- 18 dicembre - Bruno Parovel, canottiere italiano (n. 1913)
- 18 dicembre - Costantino Rozzi, dirigente sportivo e imprenditore italiano (n. 1929)
- 18 dicembre - Lilia Skala, attrice austriaca (n. 1896)
- 19 dicembre - Vera Čaplina, scrittrice russa (n. 1908)
- 20 dicembre - Cyril Ponnamperuma, chimico singalese (n. 1923)
- 20 dicembre - Dean Rusk, politico statunitense (n. 1909)
- 21 dicembre - Martino Aichner, aviatore e imprenditore italiano (n. 1918)
- 21 dicembre - Doug Lishman, calciatore inglese (n. 1923)
- 22 dicembre - Nobuko Otowa, attrice giapponese (n. 1924)
- 23 dicembre - Mark Foo, surfista statunitense (n. 1958)
- 23 dicembre - Attilio Monti, imprenditore italiano (n. 1906)
- 23 dicembre - Vincenzo Mario Palmieri, medico e politico italiano (n. 1899)
- 23 dicembre - Augusto Pedrazza, artista e fumettista italiano (n. 1923)
- 23 dicembre - Sebastian Shaw, attore, drammaturgo e scrittore britannico (n. 1905)
- 23 dicembre - Guido Vanzetti, fotografo e regista italiano (n. 1938)
- 24 dicembre - John Boswell, storico statunitense (n. 1947)
- 24 dicembre - Rossano Brazzi, attore e regista italiano (n. 1916)
- 24 dicembre - Francesco Capacchione, politico italiano (n. 1903)
- 24 dicembre - Laurdes Cavallari, giocatore di biliardo italiano (n. 1916)
- 24 dicembre - Julie Haydon, attrice statunitense (n. 1910)
- 24 dicembre - Valerij Krivov, pallavolista e allenatore di pallavolo sovietico (n. 1951)
- 24 dicembre - Antun Lokošek, calciatore e allenatore di calcio croato (n. 1920)
- 24 dicembre - István Mike Mayer, calciatore e allenatore di calcio ungherese (n. 1924)
- 24 dicembre - Elisabeth Neumann-Viertel, attrice austriaca (n. 1900)
- 24 dicembre - John Osborne, drammaturgo britannico (n. 1929)
- 24 dicembre - Alfonso Santagiuliana, calciatore italiano (n. 1921)
- 24 dicembre - Aleksandr Uvarov, hockeista su ghiaccio sovietico (n. 1922)
- 25 dicembre - Carlo Lavezzari, imprenditore, dirigente sportivo e politico italiano (n. 1924)
- 25 dicembre - Achille Pintonello, ingegnere italiano (n. 1902)
- 25 dicembre - Giani Zail Singh, politico indiano (n. 1916)
- 26 dicembre - Amleto Cencioni, pittore, restauratore e decoratore italiano (n. 1906)
- 26 dicembre - Paul de Lavallaz, calciatore svizzero (n. 1901)
- 26 dicembre - Robert Emhardt, attore statunitense (n. 1914)
- 26 dicembre - Cesare Golfari, politico italiano (n. 1932)
- 26 dicembre - Sylva Koscina, attrice e modella jugoslava (n. 1933)
- 26 dicembre - Pietro Pavan, cardinale italiano (n. 1903)
- 26 dicembre - Karl Schiller, economista e politico tedesco (n. 1911)
- 26 dicembre - Parveen Shakir, poetessa pakistana (n. 1952)
- 27 dicembre - Marjorie Joyner, imprenditrice, parrucchiera e attivista statunitense (n. 1896)
- 27 dicembre - Freddie Lewis, cestista e allenatore di pallacanestro statunitense (n. 1921)
- 28 dicembre - Italo Squitieri, pittore italiano (n. 1907)
- 29 dicembre - Tudor Greceanu, militare e aviatore rumeno (n. 1917)
- 29 dicembre - Rafael Ortiz, compositore e chitarrista cubano (n. 1908)
- 29 dicembre - Leo Pine, micologo e biochimico statunitense (n. 1922)
- 29 dicembre - Eugen Sigg, canottiere svizzero (n. 1898)
- 29 dicembre - Marcello Stefanini, politico italiano (n. 1938)
- 29 dicembre - Frank Thring, attore australiano (n. 1926)
- 30 dicembre - Enea Balmas, francesista, critico letterario e lessicografo italiano (n. 1924)
- 30 dicembre - Geoffrey Bradford, calciatore inglese (n. 1927)
- 30 dicembre - Maureen Cox, modella britannica (n. 1946)
- 30 dicembre - Dmitrij Dmitrievič Ivanenko, fisico russo (n. 1904)
- 30 dicembre - Andrej Kuznecov, pallavolista sovietico (n. 1966)
- 30 dicembre - Vincenzo Parisi, poliziotto, funzionario e prefetto italiano (n. 1930)
- 31 dicembre - Jacques Dimont, schermidore francese (n. 1945)
- 31 dicembre - Jack Lee, calciatore inglese (n. 1920)
- 31 dicembre - Luigi Parodi, calciatore italiano (n. 1928)
- 31 dicembre - Bruno Pezzey, calciatore austriaco (n. 1955)
- 31 dicembre - Gino Sassetti, calciatore italiano (n. 1908)
- 31 dicembre - Woody Strode, attore statunitense (n. 1914)